# Montre Braille
 (avril 2013).
Si vous disposez d'ouvrages ou d'articles de référence ou si vous connaissez des sites web de qualité traitant du thème abordé ici, merci de compléter l'article en donnant les références utiles à sa vérifiabilité et en les liant à la section « Notes et références ».

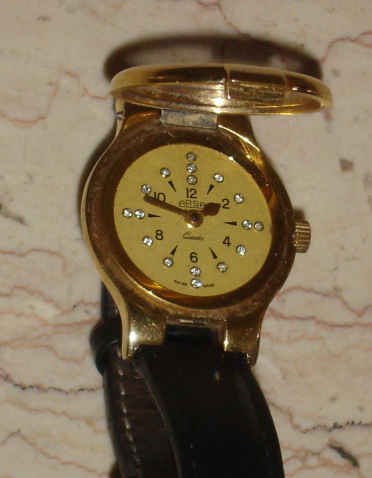
Une montre Braille classique.

Une montre Braille est une montre prévue pour être accessible aux déficients visuels (aveugles et malvoyants).
En dehors de la montre Braille, il existe plusieurs solutions pour obtenir l'heure quand on est déficient visuel :
- demander à une tierce personne : cette solution va à l'encontre de la recherche d'autonomie de certains déficients visuels ;
- utiliser une montre comportant un dispositif sonore, par exemple avec des bips ou une voix artificielle : cette solution, peu discrète, n'est pas adaptée à la vie en société.

C'est dans ce contexte que les horlogers ont inventé la montre Braille.

## Montre Braille classique
Il s'agit d'une montre classique, mais à lunette amovible — la lunette étant la partie supérieure, transparente, de la montre. Le déficient visuel peut ainsi toucher les aiguilles, de façon discrète, et donc connaître l’heure à tout moment.
Ces montres, bien qu'elles soient appelées « montres Braille », n’ont en général rien en braille. Il existe bien quelques modèles réellement braillés, dont les 12 heures sont marquées avec les chiffres braille correspondants, mais cette écriture prenant beaucoup de place, cette solution n’est adaptée que pour les montres de grande taille (pour homme).
La plupart des modèles ont juste de petites marques autour du cadran pour le repérage des aiguilles :
- trois petites marques à 12 heures,
- deux marques à 3, 6 et 9 heures,
- une seule marque pour les autres heures.

Comme pour les voyants, la petite aiguille donne les heures et la grande aiguille donne les minutes.
Tout ceci permet une grande variété de modèles, de bon marché à très haut de gamme, sur mesure, en or avec repères en diamant.
Lorsque la lunette est fermée, la montre ressemble à n’importe quelque montre à aiguilles.

## Montre Braille connectée

### Raisons de la création
La thématique de la montre braille connectée est née dans un environnement de l’accessibilité aux technologies de l’information et de la communication aux personnes aveugles et malvoyantes. Cette technologie apporte la possibilité aux personnes souffrantes de déficiences visuelles d’accéder aux atouts de la société digitale. En France en 2017, 207 000 personnes sont aveugles, celles-ci ont besoin d’une interface machine-utilisateur non basée sur la vue.
Le développement de l’autonomie des personnes aveugles ou malvoyantes est lente. L’invention du Braille est un premier pas de cette intégration mais très limitée du fait de sa diffusion compliquée et impression coûteuse. Par exemple, pour imprimer la Bible en braille ceci correspondrait à 40 grands ouvrages et un coût de 800 CHF. Les montres à assistance vocale créées un malaise social, les utilisateurs de cette technologie ont l’impression d’attirer toute l’attention vers eux alors qu’elles souhaitent juste connaître l’heure. Alors que la montre connectée en braille est silencieuse et efficace comme interface Aveugle/Mal-voyant – Machine pour différentes applications.
Le contexte socio-technologique du digital engendre la nécessité de développer des technologies d’accessibilité au monde numérique pour personnes aveugles et malvoyantes.

### Acteurs
Il existe plusieurs associations d’aveugles promouvant le développement des technologies pour personnes souffrantes de déficiences visuelles. Le Braille-Net explique à travers des ouvrages les enjeux de l’accessibilité aux technologies pour ces personnes. Elle prodigue également des conseils aux sites publics comme L’Assemblée nationale ou le 1er ministre. L’Etat canadien et français s’impliquent dans ce domaine grâce à leur capacité de régulation de la société d’information numérique. L’Etat souhaite l’égalité de tous ses citoyens en investissant entre autres dans des technologies pour aveugles et malvoyants prometteuses comme la montre en braille connectée. De plus, AGEFHIP, l’association pour l’insertion professionnelle des personnes handicapées, aide au financement des aides techniques pour les handicapés visuels employés dans le secteur privé, en insertion professionnelle, ou encore étudiants. Les administrations publiques, quant à elles, financent les fonctionnaires et agents publics. L’État aussi aide en ayant mis en place des fonds interministériels pour doubler les crédits de chaque ministère.

### Exemple de montre braille connectée
La Dot Watch est une montre braille connectée permettant aux aveugles une nouvelle indépendance. Elle est équipée de 48 points qui bougent selon le message. Elle se connecte au téléphone, pour donner le temps, un appel, un message, des notifications ou encore le plan. Ses fonctionnalités n’étaient auparavant accessibles que par le téléphone, avec une commande vocale, renforçant la différence entre voyants et malvoyants. Cependant, l’inconvénient majeur de cette montre est l’accessibilité unique aux lecteurs de Braille (environ 10 à 15 % des aveugles en sont capables). Pour ceux qui ne savent pas le lire, elle peut afficher les nombres de l’heure avec les points. Mais les autres fonctionnalités de la montre connectée ne sont alors pas possibles d’utilisation. Pour pallier cela, la Dot Incorp prône l’apprentissage du Braille facilité grâce à sa technologie.

### Accessibilité
L’accessibilité des informations aux malvoyants est très compliquée mais s’améliore. La première étape a été l’invention du braille, suivi par les supports sonores concurrençant les impressions en braille à cause du coût du fait que seulement une partie des malvoyants sont capables de lire le braille.
Aux Philippines, une université développe des kits intuitifs munis d’un afficheur braille et d’un dispositif vocal. Il permet l’apprentissage du braille dans les écoles à un coût peu élevé grâce à l’utilisation de matériaux et une électronique très disponible.  
De plus, une initiative du World Wide Web Consortium (W3C) de 1999 appelée WAI (Web Accessibilité Initiative) permet une meilleure accessibilité du Web, particulièrement pour les handicapés. Deux règles ont ainsi été créées : 
- Les éléments visuels doivent être décrits par un commentaire textuel.
- Le traitement des documents doit être adapté aux interfaces pour faciliter l’extraction des données.

Aujourd’hui, la technologie a permis un accès facilité à l’information numérisée. Le développement des nouvelles technologies adaptées a notamment permis une activité professionnelle simplifiée. L’afficheur Braille éphémère est donc un élément très important dans l’accessibilité de l’information car permet une grande quantité d’informations. Cette accessibilité est cependant réduite par le long apprentissage et la fatigue d’utilisation.

## Annexe